# Liste de fortifications en Italie
Cet article présente une liste de fortifications en Italie.

## Abruzzes
- Civitella del Tronto

## Campanie
- Castel dell'Ovo

## Emilie-Romagne
- Forteresse de San Leo
- Parme : enceinte urbaine et citadelle ;
- Rocca Albonoz à Forlimpopoli
- Rocca Malatestiana à Cesena
- Rocca de Santarcangelo di Romagna

## Frioul-Vénétie julienne
- Palmanova : forteresse ;

## Latium
- Civita Castellana
- Rocca Pia de Tivoli
- Roma

## Ligurie
- Forte San Giacomo, Vado Ligure (1618)
- Forti di Genoa
  - Forti lungo il perimetro delle Mura Nuove:
    -       - Forte Castellaccio - Torre Specola
      - Forte Sperone
      - Forte Begato
      - Forte Tenaglia

    - Forti esterni alle mura (alture di Sampierdarena):
      - Forte Crocetta
      - Forte Belvedere (oggi restano pochi ruderi)

    - Forti sui crinali a nord delle mura:
      - Forte Puìn
      - Forte Fratello Minore
      - Forte Fratello Maggiore (demolito nel 1932)
      - Forte Diamante (nell'immagine sopra)

    - Forti di levante (Val Bisagno, Albaro):
      - Forte San Giuliano (oggi sede del comando regionale dei Carabinieri)
      - Forte San Martino
      - Forte Santa Tecla
      - Forte Quezzi
      - Forte Richelieu
      - Forte Monteratti

    - Forti ottocenteschi di ponente (Cornigliano - Sestri Ponente)[1]:
      - Forte Monte Croce (demolito nel 1959)
      - Forte Casale Erselli
      - Forte Monte Guano

## Lombardie
- Bergame : enceinte urbaine ;
- Brescia : enceinte urbaine et citadelle ;
- Cerro
  - Fortino di Cerro
- Crema
- Laveno
  - Forte Castello
  - Blockhaus
  - Caserma san Michele
- Ligne Cadorna (du Lac Majeur à Ceresio)

## Ombrie
- Amelia
- Città di Castello
- Spoleto

## Piémont
- Batterie Chaberton, Cesana, TO (1906)
- Fort Bramafam, Bardonecchia, TO (1883)
- Fort d'Exilles, Exilles, Vallée de Suse, TO (1155, 1339)
- Forteresse de Fenestrelle, Fenestrelle, Val Chisone, TO (1694)
- Fort de Gavi, Gavi (973)
- Fort Varisello, Mont-Cenis (1880-1940)
- Fort de Vinadio

## Pouilles
- Bari
- Barletta
- Brindisi
- Castel del Monte
- Gallipoli
- Lecce
- Lucera
- Manfredonia
- Oria
- Otrante
- Taranto
- Trani

## Saint-Marin
Forteresse de Saint-Marin

## Sicile
- Fortezza della Brunella, Aulla, MS

## Toscane
- Cortona
- Florence : enceinte urbaine et fort Belvedere ;
- Grosseto
- Livourne
- Lucques : enceinte urbaine ;
- Massa Marittima
- Pise : enceinte urbaine ;
- Pistoia : fort Sainte-Barbara ;
- Portoferraio
- Volterra
- Fort de Léopolde I dans la commune de Forte dei Marmi, LU (1788)
- Forteresse des Verrucole à San Romano in Garfagnana, LU

## Trentin-Haut Adige
Fortifications italiennes
- Tagliata di Canale
- Forte di San Marco
- Forte Cimo Grande
- Forte di Naolo
- Forte Masua
- Forte Maso
- Tagliata Bariola
- Forte Enna
- Batteria di Monte Rione
- Forte Cornolò
- Forte Campomolon
- Forte Casa Ratti
- Forte Corbin
- Forte Campolongo
- Forte Verena
- Caserne défensive du Forte Interrotto
- Tagliata d'Assa
- Forte Lisser
- Tombion
- Cima Campo
- Cima Lan
- Coldarco

Fortifications austro-hongroises
- Forte Chiusa Veneto
- Werk Wohlgemuth (Forte di Rivoli)
- Werk Hhawaty (Forte di Ceraino)
- Werk Molinary (Forte di Monte)
- Werk Degenfeld (Forte Piovezzano)
- Werk Benedeck (Forte Monte Bolaga)
- Werk Nugent (Forte Poggio Pol)
- Werk Leopold (Forte Poggio Vroce)
- Télégraphe optique de Pastrengo
- Werk Valmorbia (Forte Pozzachio)
- Werk Matassone
- Werk Serrada (Forte Doss delle Somme)
- Werk Sommo (Forte Sommo Alto)
- Werk San Sebastiano (Forte Cherle)
- Monte Rust - Observatoire
- Werk Gschwendt (Forte Belvedere)
- Werk Lusern (Forte Campo Luserna)
- Werk Verle (Forte Verle)
- Werk Vezzena (Forte Spitz Vezzena)
- Franzensfeste, dans le Tyrol du sud

- Vallo Alpino (Mur alpin)
- Vallo Alpino Littorio in Alto Adige

## Vallée d'Aoste
- Aosta

## Vénétie
- Cittadella : enceinte urbaine ;
- Padoue : enceinte urbaine ;
- Vérone : enceinte urbaine, fort Biondella, fort San Procolo, fort San Zeno ;
- Marostica
- Trévise
- Vigo di Cadore
  - Fortezza Cadore-Maè, BL (1904)

- Venezia e Mestre
  - Lido
    - Forte Sant'Andrea
    - Fortezza San Nicolò
    - Batteria Amalfi (Treporti)

  - Mestre
    - Forte Marghera
    - Campo trincerato

  - Vicence : enceinte urbaine ;